# Tom Laterza
Tom Laterza (né le 9 mai 1992) est un footballeur international luxembourgeois. Il évolue au poste de latéral droit au CS Fola Esch.

## Palmarès
- Championnat du Luxembourg : 2013 et 2015